# Museo di geografia dell'Università di Padova
Il Museo di Geografia dell'Università di Padova ha sede in Palazzo Wollemborg e conserva il materiale raccolto nel corso dei 150 anni di ricerca e di attività della cattedra di Geografia.
Fondato il 3 dicembre 2019 è il primo museo universitario italiano dedicato alla disciplina. Raccoglie collezioni di strumenti, carte, globi, plastici e fotografie che testimoniano oltre 150 anni di ricerca geografica.
Il percorso «Esplora, Misura, Racconta» si articola in tre tappe e combina strumenti, mappe, globi, modelli e fotografie in installazioni multimediali; la realtà aumentata sovrappone dati territoriali contemporanei a carte antiche, mentre video-interviste approfondiscono l'evoluzione del pensiero geografico.

## Collezioni
Il patrimonio tangibile del museo è costituito da:
- circa 300 carte murali per l'insegnamento della geografia, databili a partire dalla metà del XIX secolo
- 28 plastici antichi
- 8 globi terrestri e celesti
- un fondo fotografico di oltre 20.000 pezzi
- oltre 150 strumenti per la misurazione geografica
- 70 atlanti storici
- 2500 carte pre-novecentesche
- importanti fondi documentali